# Biermannia
Biermannia là một chi thực vật có hoa trong họ, Orchidaceae.

## Các loài và phân bổ
1. Biermannia arunachalensis A.N.Rao - Arunachal Pradesh
2. Biermannia bigibba (Schltr.) Garay - Sumatra
3. Biermannia bimaculata (King & Pantl.) King & Pantl. - Bhutan, Assam
4. Biermannia calcarata Aver. - Quảng Tây, Việt Nam
5. Biermannia ciliata (Ridl.) Garay - Thái Lan, Malaysia
6. Biermannia flava (Carr) Garay - Pahang
7. Biermannia jainiana S.N.Hegde & A.N.Rao - Arunachal Pradesh
8. Biermannia laciniata (Carr) Garay - Malaysia
9. Biermannia longicheila [1]
10. Biermannia quinquecallosa King & Pantl. - Assam
11. Biermannia sarcanthoides (Ridl.) Garay - Johor
12. Biermannia sigaldii Seidenf. - Việt Nam